# Zlatý míč 2025
Zlatý míč 2025 bude 69. ročníkem Zlatého míče, ocenění, které uděluje France Football nejlepšímu hráči za poslední sezónu. Půjde o 4. ročník v historii ocenění, kdy bude uděleno za výkony v uplynulé sezoně, nikoliv na základě výkonů v kalendářním roku, konkrétně se bude počítat období od 1. srpna 2024 do 31. července 2025. Slavnostní ceremoniál se bude konat 22. září 2025. Nominace byly zveřejněny 7. srpna 2025.
Držitelem Zlatého míče z minulého ročníku je španělský záložník Rodri.

## Zlatý míč
| # | Hráč                 | Klub                           | Body |
| - | -------------------- | ------------------------------ | ---- |
|   | Jude Bellingham      | Real Madrid                    |      |
|   | Ousmane Dembélé      | Paris Saint-Germain            |      |
|   | Gianluigi Donnarumma | Paris Saint-Germain            |      |
|   | Désiré Doué          | Paris Saint-Germain            |      |
|   | Denzel Dumfries      | Inter Milán                    |      |
|   | Serhou Guirassy      | Borussia Dortmund              |      |
|   | Viktor Gyökeres      | Sporting CP                    |      |
|   | Erling Haaland       | Manchester City                |      |
|   | Achraf Hakimi        | Paris Saint-Germain            |      |
|   | Harry Kane           | Bayern Mnichov                 |      |
|   | Kvicha Kvaratskhelia | SSC Neapol Paris Saint-Germain |      |
|   | Robert Lewandowski   | FC Barcelona                   |      |
|   | Alexis Mac Allister  | Liverpool FC                   |      |
|   | Lautaro Martínez     | Inter Milán                    |      |
|   | Kylian Mbappé        | Real Madrid                    |      |
|   | Scott McTominay      | Manchester United SSC Neapol   |      |
|   | Nuno Mendes          | Paris Saint-Germain            |      |
|   | João Neves           | Paris Saint-Germain            |      |
|   | Michael Olise        | Bayern Mnichov                 |      |
|   | Cole Palmer          | Chelsea                        |      |
|   | Pedri                | FC Barcelona                   |      |
|   | Raphinha             | FC Barcelona                   |      |
|   | Declan Rice          | Arsenal                        |      |
|   | Fabián Ruiz          | Paris Saint-Germain            |      |
|   | Mohamed Salah        | Liverpool FC                   |      |
|   | Virgil van Dijk      | Liverpool FC                   |      |
|   | Vinícius Júnior      | Real Madrid                    |      |
|   | Vitinha              | Paris Saint-Germain            |      |
|   | Florian Wirtz        | Bayer Leverkusen               |      |
|   | Lamine Yamal         | FC Barcelona                   |      |

## Zlatý míč žen
| # | Hráčka                  | Klub                | Body |
| - | ----------------------- | ------------------- | ---- |
|   | Sandy Baltimore         | Chelsea FC          |      |
|   | Barbra Banda            | Orlando Pride       |      |
|   | Aitana Bonmatí          | FC Barcelona        |      |
|   | Lucy Bronze             | Chelsea FC          |      |
|   | Klara Bühl              | Bayern Mnichov      |      |
|   | Mariona Caldentey       | Arsenal             |      |
|   | Sofia Cantore           | Washington Spirit   |      |
|   | Steph Catley            | Arsenal             |      |
|   | Melchie Dumornay        | Olympique Lyon      |      |
|   | Emily Fox               | Arsenal             |      |
|   | Cristiana Girelli       | Juventus            |      |
|   | Esther González         | Gotham              |      |
|   | Caroline Graham Hansen  | FC Barcelona        |      |
|   | Patri Guijarro          | FC Barcelona        |      |
|   | Amanda Gutierres        | Palmeiras           |      |
|   | Hannah Hampton          | Chelsea             |      |
|   | Pernille Harder         | Bayern Mnichov      |      |
|   | Lindsey Heaps           | Olympique Lyon      |      |
|   | Temwa Chawinga          | Kansas City Current |      |
|   | Chloe Kelly             | Arsenal             |      |
|   | Frida Maanum            | Arsenal             |      |
|   | Marta                   | Orlando Pride       |      |
|   | Clara Mateo             | Paris Saint-Germain |      |
|   | Ewa Pajor               | FC Barcelona        |      |
|   | Clàudia Pina            | FC Barcelona        |      |
|   | Alexia Putellas         | FC Barcelona        |      |
|   | Alessia Russo           | Arsenal             |      |
|   | Johanna Rytting Kaneryd | Chelsea             |      |
|   | Caroline Weir           | Real Madrid         |      |
|   | Leah Williamson         | Arsenal             |      |

## Kopa Trophy

### Muži
| # | Hráč               | Klub                | Body |
| - | ------------------ | ------------------- | ---- |
|   | Pau Cubarsí        | FC Barcelona        |      |
|   | Ayyoub Bouaddi     | Lille               |      |
|   | Désiré Doué        | Paris Saint-Germain |      |
|   | Estêvão Willian    | Chelsea FC          |      |
|   | Dean Huijsen       | Real Madrid         |      |
|   | Myles Lewis-Skelly | Arsenal             |      |
|   | Rodrigo Mora       | Porto               |      |
|   | João Neves         | Paris Saint-Germain |      |
|   | Lamine Yamal       | FC Barcelona        |      |
|   | Kenan Yıldız       | Juventus            |      |

### Ženy
| # | Hráčka                  | Klub         | Body |
| - | ----------------------- | ------------ | ---- |
|   | Michelle Agyemang       | Arsenal      |      |
|   | Linda Caicedo           | Real Madrid  |      |
|   | Wieke Kaptein           | Chelsea FC   |      |
|   | Claudia Martinez Ovando | Club Olimpia |      |
|   | Vicky Lopez             | FC Barcelona |      |

## Jašinova trofej

### Muži
| # | Hráč                 | Klub                | Body |
| - | -------------------- | ------------------- | ---- |
|   | Alisson Becker       | Liverpool           |      |
|   | Yassine Bounou       | Al Hilal            |      |
|   | Lucas Chevalier      | Lille               |      |
|   | Thibaut Courtois     | Real Madrid         |      |
|   | Gianluigi Donnarumma | Paris Saint-Germain |      |
|   | Emiliano Martínez    | Aston Villa         |      |
|   | Jan Oblak            | Atlético Madrid     |      |
|   | David Raya           | Arsenal             |      |
|   | Matz Sels            | Nottingham Forest   |      |
|   | Yann Sommer          | Inter Milán         |      |

### Ženy
| # | Hráčka               | Klub         | Body |
| - | -------------------- | ------------ | ---- |
|   | Ann-Katrin Berger    | Gotham       |      |
|   | Cata Coll            | FC Barcelona |      |
|   | Hannah Hampton       | Chelsea FC   |      |
|   | Chiamaka Nnadozie    | Brighton     |      |
|   | Daphne van Domselaar | Arsenal      |      |

## Cena Johana Cruijffa
Předávání proběhne 22. září 2025.

### Trenér roku mužů
| # | Trenér        | Klub                | Body |
| - | ------------- | ------------------- | ---- |
|   | Antonio Conte | SSC Neapol          |      |
|   | Luis Enrique  | Paris Saint-Germain |      |
|   | Hansi Flick   | FC Barcelona        |      |
|   | Enzo Maresca  | Chelsea FC          |      |
|   | Arne Slot     | Liverpool           |      |

### Trenér roku žen
| # | Trenérka          | Klub       | Body |
| - | ----------------- | ---------- | ---- |
|   | Sonia Bompastor   | Chelsea FC |      |
|   | Arthur Elias      | Brazílie   |      |
|   | Justine Madugu    | Nigérie    |      |
|   | Renée Slegers     | Arsenal    |      |
|   | Sarina Wiegmanová | Anglie     |      |

## Další ocenění
France Football bude dále udělovat Trofej Gerda Müllera, Sócratesovu cenu a ocenění pro klub roku žen a mužů. Předávání cen proběhne 22. září 2025

### Klub roku mužů
| # | Klub                | Body |
| - | ------------------- | ---- |
|   | FC Barcelona        |      |
|   | Botafogo            |      |
|   | Chelsea FC          |      |
|   | Liverpool           |      |
|   | Paris Saint-Germain |      |

### Klub roku žen
| # | Klub           | Body |
| - | -------------- | ---- |
|   | Arsenal        |      |
|   | FC Barcelona   |      |
|   | Chelsea FC     |      |
|   | Olympique Lyon |      |
|   | Orlando Pride  |      |